# Hypomasticus megalepis
Hypomasticus megalepis är en fiskart som först beskrevs av Günther, 1863.  Hypomasticus megalepis ingår i släktet Hypomasticus och familjen Anostomidae. Inga underarter finns listade i Catalogue of Life.